# Sylvestr (Stojčev)
Sylvestr (světským jménem: Olexandr Mykolajovyč Stojčev; * 30. května 1980, Oděsa) je ukrajinský duchovní Ukrajinské pravoslavné církve Moskevského patriarchátu, arcibiskup bilhorodský a vikář kyjevské eparchie.

## Život
Narodil se 30. května 1980 v Oděse.
Po dokončení střední školy č. 125 v rodném městě nastoupil na Oděský duchovní seminář. Poté pokračoval ve studiu na Moskevské duchovní akademii. Od roku 2006 přednášel na fakultě psychologie Ruské pravoslavné univerzity.
Byl přijat jako pracovník Kyjevské duchovní akademie. Dne 2. dubna 2009 přijal v Kyjevskopečerské lávře mnišský postřih se jménem Sylvestr na počest svatého Silvestra Římského a 12. dubna byl metropolitou kyjevským a celé Ukrajiny Volodymyrem (Sabodanem) rukopoložen na jerodiákona. Kněžské svěcení přijal 21. dubna z rukou arcibiskupa borispilského Antonia (Pakanyče).
Od roku 2008 byl redaktorem webových stránek Kyjevské duchovní akademie a semináře. Dne 13. prosince následujícího roku byl povýšen na igumena a 1. května 2013 na archimandritu
Roku 2014 se stal zástupcem předsedy Synodní komise pro kanonizaci svatých a 4. dubna 2017 členem Bohoslovecko-kanonické komise.
Dne 21. prosince 2017 jej Svatý synod Ukrajinské pravoslavné církve zvolil biskupem bilhorodským, vikářem kyjevské eparchie a rektorem Kyjevské duchovní akademie. Biskupská chirotonie proběhla 24. prosince v Kyjevskopečerské lávře. Hlavním světitelem byl metropolita kyjevský a celé Ukrajiny Onufrij (Berezovskyj).
Dne 17. srpna 2022 byl metropolitou Onufrijem povýšen na arcibiskupa.